# Sugar Rush (película)
Sugar Rush es una película de comedia y acción criminal nigeriana de 2019 escrita por Jadesola Osiberu y Bunmi Ajakaiye, y dirigida por Kayode Kasum. Está protagonizada por Adesua Etomi, Bisola Aiyeola y Bimbo Ademoye. Se estrenó en cines el 25 de diciembre de 2019 y obtuvo críticas mixtas. A pesar de esto, se convirtió en un éxito en taquilla.

## Sinopsis
Las hermanas Sugar descubren accidentalmente una gran cantidad de dinero en la casa del corrupto jefe Douglas. Poco después, comienzan a gastar parte del dinero encontrado. La noticia de su descubrimiento llega hasta la EFCC donde emiten una orden de registro contra las hermanas Sugar, sin embargo no encuentran nada de dinero. Sin saberlo Andy, el novio de Sola, les ha robado. 

## Elenco
- Bimbo Ademoye como Bola Sugar
- Bisola Aiyeola como Sola Sugar
- Adesua Etomi-Wellington como Susie Sugar
- Idowu Philips como Rhoda Sugar
- Uzor Arukwe como Caballero
- Tobi Bakre como Andy
- Mawuli Gavor como Dan
- Toke Makinwa como Gina
- Lateef Adedimeji como Kpala
- Omoni Oboli como la Sra. Madueke
- Banky W como Anikulapo, también conocido como White Lion
- Uchemba Williams como Obum
- D'Banj como él mismo (aparición especial)

## Producción
El rodaje se realizó durante 14 días en diferentes lugares de Lagos.

## Taquilla
Recaudó ₦ 40 millones en su primer fin de semana y se convirtió en la quinta película más taquillera en 2019 con ₦ 58,76 millones.

## Recepción
Nollywood Reinvented la calificó con un 51% citando que la película es "la nueva fórmula de nollywood en su forma más potente: dispositivos de alta tecnología más celebridades famosas más comedia es igual a éxito de taquilla". Elogió las actuaciones de Bimbo Ademoye y la dirección de Kayode Kasum, pero concluyó diciendo "Sugar Rush se describe mejor como una diversión sin sentido visualmente emocionante".
En su reseña, Nollywood Post señala que "Sugar Rush fue capaz de captar la atención de su audiencia desde el principio. Fue una buena elección comenzar con la escena de la tortura. Uno siente inmediatamente curiosidad por saber qué llevó al evento y eso es loable. No solo empezó bien, sino que la serie de eventos cómicos de la historia también es bastante entretenida".
Nigerian Entertainment Today dijo: "Sugar Rush no es perfecta, pero en lo que respecta a las películas de comedia, es un paquete más holístico que todas las demás grandes comedias de taquilla estrenadas durante la última década. Ciertamente acertó en mejorar la actuación, dirección, diálogos y subtramas. Mantiene la estética visual correcta sin ser innecesariamente demasiado, lo que no se puede decir de las otras grandes películas de comedia de la última década".